# سیارک ۱۱۵
سیارک ۱۱۵ (به انگلیسی: 115 Thyra) صد و پانزدهمین سیارک کشف شده‌است که در ۶ اوت ۱۸۷۱ کشف شد.
قدر مطلق سیارک برابر ۷٫۵۱ است.